# Andrea Romitti
Andrea Romitti (Suzzara, 16 luglio 1919 – Guastalla, 7 ottobre 2007) è stato un calciatore italiano, di ruolo attaccante.

## Carriera
Dal 1940 al 1942 ha giocato in Serie C col Suzzara; nella stagione 1942-1943 ha giocato 2 partite nel campionato di Serie A con l'Ambrosiana-Inter.